# Aleksander Jerzy Vorbek Lettow
Aleksander Jerzy Vorbek-Lettow herbu własnego (ur. w Warszawie 13 lipca 1642 roku – zm. tuż przed 14 marca 1707 roku) – marszałek starodubowski w latach 1692–1707, strażnik polny litewski w latach 1688–1700, podkomorzy starodubowski w latach 1689–1692, chorąży starodubowski w latach 1687–1689, stolnik starodubowski w latach 1672–1686, skarbnik starodubowski w latach 1664–1670.
Był posłem powiatu stardubowskiego województwa smoleńskiego na sejm nadzwyczajny 1672 roku. Był elektorem Augusta II Mocnego z województwa smoleńskiego w 1697 roku. Poseł na sejm 1703 roku z powiatu starodubowskiego.
Był najmłodszym synem Macieja Vorbek-Lettowa, osobistego lekarza króla Władysława IV, jego sekretarza i dworzanina skarbowego na Litwę, w którego pamiętniku „Skarbnica pamięci..” wyd. Ossoslineum 1968 we Wrocławiu - na str. 122 znajduje się data urodzin i opis chrztu Aleksandra Jerzego V-L, 3 sierpnia 1642 r.: „w kościele farskim Św. Jana. Krzcił jm. ksiądz Marcjan Tryzna podkanclerzy WKsL. Kmotrami beli: Władysław IV Król Polski etc., Pan Dobrodziej Mój Miłościwy, jwp. Jerzy Ossoliński podkanclerzy koronny, jwp. Piotr Danielewicz krajczy koronny, jmp Gębicki stolnik koronny. Kmoszkami beli: Najjaśniejsza Cecylia Renata Królowa Polski etc., Pani Moja Miłościwa, jmp. Elisabeth Słuszczanka Kazanowska (żona Adama) kasztelanowa sendomirska, podkomorzyna koronna. Na miejscu Króla JMci do chrztu trzymał jm. ksiądz Piotr Gębicki kanclerz koronny (chorzał Król JM), na miejscu Królowej JMci jwp. Danilewiczówna Ossolińska podkanclerzyna koronna.”
W pamiętniku tym znajduje się cały wywód genealogiczny tego rodu od ok. 1215r z Księstwa Rugii i Pomorza; w indeksach jest ok. 1500 nazwisk i tyluż miejscowości.